# 류조 (철갑함)
류조(龍驤)(1864~1893)는 일본 제국이 소유하였던 증기기관 장갑코르벳함이다.
토머스 블레이크 글러버가 설계하였고, 스코틀랜드의 조선소에서 건조되었다.

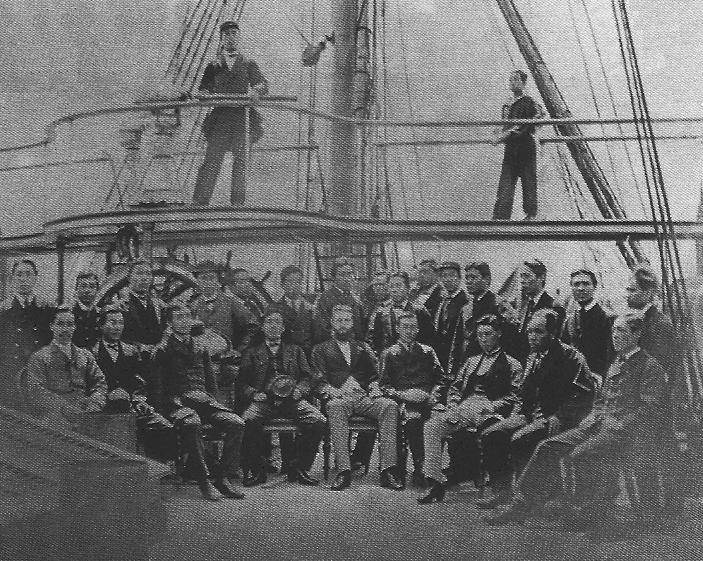
1871년 초, 해군 포병 훈련병들이 류조 호 갑판 위에서 영국인 호스 중위에게서 가르침을 받고 있다.

애초에 구마모토번의 번군을 위해 건조되었으나(이 때는 ‘조쇼마루’라고 불렸다), 1870년 5월 8일 구마모토 번이 신 일본제국 해군에 항복하면서 5월 10일 헌상되어 나가사키에서 요코하마로 영국인 선장에 의해 이동되었다. 이후 전함 '류조'라는 이름으로, 후소호가 취역할 때까지 일본제국 해군의 기함 역할을 하였다. 사가의 난, 타이완 출병, 서남전쟁에 종군했다.

## 개요
기범(汽帆)선과 함께 사용된 3장쉽형 코르벳이다. 목조 선체이지만 현측에 114mm 의 철제 장갑을 대고 있었다. 목조철대였지만, 당시 일본 해군 유일의 연철제 장갑함인 ‘히가시’(東, 철갑함)가 1,358톤의 주력으로 사용되었고, 목조 슬루프 ‘닛신’(日進)은 1,468톤급 구식함이었지만 류조 다음으로 큰 ‘쓰쿠바’(筑波)도 1,947톤이었으며, 그 이외의 군함도 1,000톤 전후의 것은 불과 몇 척에 불과했다. 대부분의 군함과 운수선은 100톤에서 500톤 정도였기 때문에 2,500톤이 넘는 당시 일본 해군 최대의 함인 룡양이 주력함으로 실질적인 기함 역할을 맡았다. 함종 분류로는 히가시(東), 쓰쿠바(筑波)와 함께 3등군함이었다. 당시 1등군함과 2등군함은 해군 출범 시에는 존재하지 않았고, 닛신(日進)은 4등군함이었다.

## 이력
- 1864년 진수
- 1869년 4월 27일 스코틀랜드 애버든 조선소에서 준공됨.
- 1870년 5월 10일 구마모토 번에서 메이지 신 정부로 헌상됨.
- 1877년 10월 26일 가고시마에서 폭풍으로 좌초됨.
- 1893년 12월 2일 제적됨. 연습함으로 사용됨.
- 1908년 해체됨.

## 기타
'류조'(龍驤)라는 이름은, 이후 항공모함의 이름으로도 사용되었다.